# Canal de Barlavento

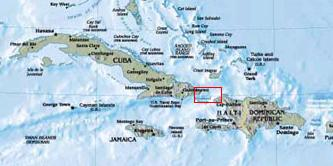
Localização do canal de Barlavento

O canal de Barlavento fica entre as ilhas de Cuba e Hispaniola. Esse canal é a principal via marítima entre os dois países. Ele fica no noroeste do Haiti e no leste da Cuba. O canal de barlavento é um dos 3 canais da ilha de onde fica o Haiti e a República Dominicana. O canal de Barlavento é uma passagem entre o oceano Atlântico e o mar das Antilhas.